# Bank of America Center (Houston)
Bank of America Center är en 56 våningar hög skyskrapa i Houston, Texas. Byggnaden är med sina 238 meter den fjärde högsta i Houston, och den 65 högsta i USA. Byggnaden används som kontor, och färdigställdes 1983. Den är byggd i en postmodernistisk stil. Bank of America Center har genomgått en rad namnbyten, och har under perioder haft namnen: Republic Bank Center, NCNB Center och NationsBank Center.